# 德兴乡 (陇西县)
德兴乡，是中华人民共和国甘肃省定西市陇西县下辖的一个乡镇级行政单位。

## 行政区划
德兴乡下辖以下地区：
庙儿湾村、赵家营村、范家渠村、马家坪村、阳山村、齐家营村和营门村。